# Berevoești
Berevoești is een Roemeense gemeente in het district Argeș.
Berevoești telt 3491 inwoners.